# تصفيات كأس العالم 2026 – إفريقيا المجموعة الثانية
تصفيات كأس العالم لكرة القدم 2026 – إفريقيا المجموعة الثانية هي تصفيات الكاف المجموعة المؤهلة لكأس العالم 2026. تضم المجموعة السنغال، جمهورية الكونغو الديمقراطية، موريتانيا، توغو، السودان وجنوب السودان.
سيتأهل الفائز بالمجموعة مباشرة إلى كأس العالم ، ويمكن للوصيف التنافس في المباريات فاصلة للتقدم إلى الملحق القاري.

## الترتيب
| م | الفريق                      | لعب | ف | ت | خ | أ.له | أ.ع | أ.ف | نقاط | التأهل               |           | جمهورية الكونغو الديمقراطية | السنغال   | السودان   | توغو      | جنوب السودان | موريتانيا |
| - | --------------------------- | --- | - | - | - | ---- | --- | --- | ---- | -------------------- | --------- | --------------------------- | --------- | --------- | --------- | ------------ | --------- |
| 1 | جمهورية الكونغو الديمقراطية | 6   | 4 | 1 | 1 | 7    | 2   | +5  | 13   | كأس العالم 2026      |           | —                           | 25 سبتمبر | 25 أكتوبر | 1–0       | 1–0          | 2–0       |
| 2 | السنغال                     | 6   | 3 | 3 | 0 | 8    | 1   | +7  | 12   | مرحلة الفاصلة محتملة |           | 1–1                         | —         | 25 سبتمبر | 2–0       | 4–0          | 25 أكتوبر |
| 3 | السودان                     | 6   | 3 | 3 | 0 | 8    | 2   | +6  | 12   |                      |           | 1–0                         | 0–0       | —         | 1–1       | 1–1          | 25 أكتوبر |
| 4 | توغو                        | 6   | 0 | 4 | 2 | 4    | 7   | −3  | 4    |                      | 25 أكتوبر | 0–0                         | 25 سبتمبر | —         | 1–1       | 2–2          |           |
| 5 | جنوب السودان                | 6   | 0 | 3 | 3 | 2    | 10  | −8  | 3    |                      | 25 سبتمبر | 25 أكتوبر                   | 0–3       | 25 أكتوبر | —         | 0–0          |           |
| 6 | موريتانيا (Z)               | 6   | 0 | 2 | 4 | 2    | 9   | −7  | 2    |                      | 0–2       | 0–1                         | 0–2       | 25 سبتمبر | 25 سبتمبر | —            |           |

## المباريات
| جمهورية الكونغو الديمقراطية | 2–0   | موريتانيا |
| --------------------------- | ----- | --------- |
| - ويسا 62' - بونغوندا 81'   | تقرير |           |

| السودان         | 1–1   | توغو        |
| --------------- | ----- | ----------- |
| - عيسى 17' (ض.) | تقرير | - دينكي 43' |

| السنغال                                         | 4–0   | جنوب السودان |
| ----------------------------------------------- | ----- | ------------ |
| - سار 1' - ماني 5'، 56' (ض.) - لامين كامارا 45' | تقرير |              |

| السودان                   | 1–0   | جمهورية الكونغو الديمقراطية |
| ------------------------- | ----- | --------------------------- |
| - شارليس بيكيل 79' (ه.ذ.) | تقرير |                             |

| جنوب السودان | 0–0   | موريتانيا |
| ------------ | ----- | --------- |
|              | تقرير |           |

| توغو | 0–0   | السنغال |
| ---- | ----- | ------- |
|      | تقرير |         |

| توغو       | 1–1                      | جنوب السودان              |
| ---------- | ------------------------ | ------------------------- |
| - ناري 61' | تقرير (FIFA) تقرير (CAF) | - روجير أهولو ‏ 68' (ه.ذ.) |

| موريتانيا | 0–2                      | السودان                       |
| --------- | ------------------------ | ----------------------------- |
|           | تقرير (FIFA) تقرير (CAF) | - مالك 15' - اعبيد 29' (ه.ذ.) |

| السنغال     | 1–1                      | جمهورية الكونغو الديمقراطية |
| ----------- | ------------------------ | --------------------------- |
| - سار 45+1' | تقرير (FIFA) تقرير (CAF) | - مايلي 85'                 |

| جمهورية الكونغو الديمقراطية | 1–0                      | توغو |
| --------------------------- | ------------------------ | ---- |
| - إيليا 6'                  | تقرير (FIFA) تقرير (CAF) |      |

| موريتانيا | 0–1                      | السنغال     |
| --------- | ------------------------ | ----------- |
|           | تقرير (FIFA) تقرير (CAF) | - ديالو 27' |

| جنوب السودان | 0–3                      | السودان                           |
| ------------ | ------------------------ | --------------------------------- |
|              | تقرير (FIFA) تقرير (CAF) | - خضر 45+3' - مزمل 51' - يوسف 78' |

| جمهورية الكونغو الديمقراطية | 1–0                      | جنوب السودان |
| --------------------------- | ------------------------ | ------------ |
| - ثيو بونغوندا 45+3'        | تقرير (FIFA) تقرير (CAF) |              |

| توغو                    | 2–2                      | موريتانيا               |
| ----------------------- | ------------------------ | ----------------------- |
| - Klidjé 4' - دينكي 69' | تقرير (FIFA) تقرير (CAF) | - كويتا 52' - محمود 55' |

| السودان | 0–0                      | السنغال |
| ------- | ------------------------ | ------- |
|         | تقرير (FIFA) تقرير (CAF) |         |

| السودان    | 1–1                      | جنوب السودان  |
| ---------- | ------------------------ | ------------- |
| - عيسى 76' | تقرير (FIFA) تقرير (CAF) | - Sebit 90+8' |

| السنغال                     | 2–0                      | توغو |
| --------------------------- | ------------------------ | ---- |
| - سار 35' - Boma 67' (ه.ذ.) | تقرير (FIFA) تقرير (CAF) |      |

| موريتانيا | 0–2                      | جمهورية الكونغو الديمقراطية |
| --------- | ------------------------ | --------------------------- |
|           | تقرير (FIFA) تقرير (CAF) | - بيكيل 4' - مايلي 83'      |

| موريتانيا | ضد | توغو |
| --------- | -- | ---- |
|           |    |      |

| جنوب السودان | ضد | جمهورية الكونغو الديمقراطية |
| ------------ | -- | --------------------------- |
|              |    |                             |

| السنغال | ضد | السودان |
| ------- | -- | ------- |
|         |    |         |

| جمهورية الكونغو الديمقراطية | ضد | السنغال |
| --------------------------- | -- | ------- |
|                             |    |         |

| موريتانيا | ضد | جنوب السودان |
| --------- | -- | ------------ |
|           |    |              |

| توغو | ضد | السودان |
| ---- | -- | ------- |
|      |    |         |

| جنوب السودان | ضد | السنغال |
| ------------ | -- | ------- |
|              |    |         |

| توغو | ضد | جمهورية الكونغو الديمقراطية |
| ---- | -- | --------------------------- |
|      |    |                             |

| السودان | ضد | موريتانيا |
| ------- | -- | --------- |
|         |    |           |

| جمهورية الكونغو الديمقراطية | ضد | السودان |
| --------------------------- | -- | ------- |
|                             |    |         |

| جنوب السودان | ضد | توغو |
| ------------ | -- | ---- |
|              |    |      |

| السنغال | ضد | موريتانيا |
| ------- | -- | --------- |
|         |    |           |

## الهدافون
تم تسجيل 25 هدف في 15 مباراة، بمتوسط 1.67 هدف لكل مباراة (في 22 مارس 2025). اللاعبون بالخط العريض لا يزالون نشطون في المنافسة.
2 أهداف
- ثيو بونغوندا
- ساديو ماني
- كيفين دينكي

1 هدف
- ميسشاك إيليا
- فيستون كالالا مايلي
- يوان ويسا
- عبد الله محمد محمود
- أبو بكاري كويتا
- حبيب ديالو
- إسماعيلا سار
- لامين كامارا
- باب ماتار سار
- والي الدين خضر
- سيف الدين مالك (تيري)
- محمد عبد الرحمن يوسف
- محمد عيسى (لاعب كرة قدم سوداني)
- ياسر مزمل
- Thibault Klidjé
- خالد ناري

1 هدف في مرماه
- شارليس بيكيل (ضد Sudan)
- علي اعبيد (ضد Sudan)
- Roger Aholou (ضد South Sudan)